# کوه‌های آرتا
کوه‌های آرتا یک رشته‌کوه در جیبوتی است که در منطقه عرتا واقع شده‌است. کوه‌های آرتا ۷۵۵ متر بالاتر از سطح دریا واقع شده‌است.